# Campionati africani di ciclismo su strada 2018
I Campionati africani di ciclismo su strada 2018 si svolsero a Kigali, in Ruanda, dal 14 al 19 febbraio 2018.

## Medagliere
| Pos.   | Nazione | Oro | Argento | Bronzo | Totale |
| ------ | ------- | --- | ------- | ------ | ------ |
| 1      | Eritrea | 10  | 3       | 3      | 16     |
| 2      | Etiopia | 1   | 4       | 3      | 8      |
| 3      | Ruanda  | 1   | 4       | 2      | 7      |
| 4      | Burundi | 0   | 1       | 0      | 1      |
| 5      | Algeria | 0   | 0       | 2      | 2      |
| 6      | Namibia | 0   | 0       | 1      | 1      |
| Totale | Totale  | 12  | 12      | 11     | 35     |

## Sommario degli eventi
| Eventi               | Oro                                | Tempo     | Argento                            | Tempo    | Bronzo                          | Tempo         |
| Uomini Elite         |                                    |           |                                    |          |                                 |               |
| Gara in linea        | Amanuel Gebreigzabhier Eritrea     | 3h'56"29  | Metkel Eyob Eritrea                | a 1'53"  | Azzedine Lagab Algeria          | s.t.          |
| Cronometro a squadre | Eritrea                            | 51'28"    | Ruanda                             | a 17"    | Algeria                         | a 47"         |
| Cronometro           | Mekseb Debesay Eritrea             | 53'25"    | Jean Bosco Nsengimana Ruanda       | a 51"    | Joseph Areruya Ruanda           | a 54"         |
| Uomini Junior        |                                    |           |                                    |          |                                 |               |
| Gara in linea        | Biniam Girmay Eritrea              | 1h56'43"  | Tomas Goytom Yosief Eritrea        | s.t.     | Hager Mesfin Andemaryam Eritrea | a 2'59"       |
| Cronometro a squadre | Eritrea                            | 26'06"    | Ruanda                             | a 50"    | Namibia                         | 2'13"         |
| Cronometro           | Biniam Girmay Eritrea              | 26'29"    | Yves Nkurunziza Ruanda             | a 56"    | Natan Medhanie Ghirmay Eritrea  | a 1'10"       |
| Donne Elite          |                                    |           |                                    |          |                                 |               |
| Gara in linea        | Bisrat Ghebremeskel Tadese Eritrea | 2h46'31"  | Tsega Beyene Etiopia               | a 7"     | Mossana Debesai Eritrea         | s.t.          |
| Cronometro a squadre | Etiopia                            | 1h'02'38" | Eritrea                            | a 9"     | Ruanda                          | a 7'26"       |
| Cronometro           | Mossana Debesai Eritrea            | 1h'04'45" | Selam Amha Etiopia                 | a 13"    | Eyeru Tesfoam Gebru Etiopia     | a 1'25"       |
| Donne Junior         |                                    |           |                                    |          |                                 |               |
| Gara in linea        | Desiet Kidane Tekeste Eritrea      | 1h32'23"  | Furtuna Kasahun Etiopia            | a 3'39"  | Zayid Hailu Etiopia             | s.t.          |
| Cronometro a squadre | Ruanda                             | 36'06"    | Burundi                            | a 13'54" | Non assegnato                   | Non assegnato |
| Cronometro           | Desiet Kidane Tekeste Eritrea      | 31'30"    | Tsadkan Gebremedhn Kasahun Etiopia | a 1'42"  | Zayid Hailu Etiopia             | a 2'34"       |